# 喬治·布瑞特
喬治·霍華德·布瑞特（英語：George Howard Brett，1953年5月15日—），美國前棒球選手，曾經效力於堪薩斯市皇家隊，是隊史的代表球星。他現為該隊的行政副總裁。
布瑞特的大聯盟生涯總共擊出3,154支安打，大聯盟歷史排名第18位，曾是史上三壘手的最高安打數紀錄。大聯盟史上只有漢克·阿倫、威利·梅斯、斯坦·穆休創造過3,000支安打、300支全壘打、 .300打擊率的紀錄，喬治是第四人。他在橫跨三個年代(70年代的1976、80年代的1980、90年代的1990)都曾得過全聯盟打擊王，這是個百年來首見的紀錄。1980年，27歲的喬治登上了他的打擊顛峰，他以449打席擊出175支安打，全季打擊率 .390的成績，二度奪得聯盟打擊王座，這是1941年泰德·威廉斯創下最後四成打擊率迄今為止， .406打擊率以來的第二佳成績。
布瑞特在大聯盟的21個球季始終沒有離開皇家隊，成為該隊最重要的支柱，並為皇家隊贏得當時唯一一座的世界大賽冠軍，皇家隊隊史七次季後賽，喬治都參與其中，並且有非常好的表現，季後賽平均.337打擊率、10轟以及長打率.627，他是1985年美聯冠軍賽MVP，再加上隊史多項打擊紀錄保持人，所以喬治被認為是堪薩斯市皇家最偉大的選手。他在21個球季中有13個球季獲選為美聯明星、一次美聯最有價值球員獎、一次美聯金手套獎、三次銀棒獎，打擊王跟安打王各三次，以及締造過兩次完全打擊。喬治是歷史上最偉大的三壘手之一，也是美聯打擊最好的三壘手其中一位。從皇家隊退休的六年後，1999年他以98.2%的得票率，首次獲得資格便入選棒球名人堂，在當時是史上唯四得票率超過98%的球星。

## 早年
喬治·布瑞特出生於一個運動家庭，四個兄弟成長後全都成為職業球員。長兄肯恩是位優秀的投手，曾在1967年的世界大賽中，以波士頓紅襪隊的中繼投手出賽，在當時以19歲又10天的年齡，創下歷來在世界大賽登板的最年輕投手紀錄。其餘的兩個兄長約翰與巴比也都曾在小聯盟歷練過。
1966年，對肯恩·布瑞特極感興趣的球探找到布瑞特家，成功說服了老布瑞特，讓肯恩加入紅襪隊，也很快地跟他們簽了約。當這個球探帶著肯恩要離開時，老布瑞特指著當時才不滿13歲，還只是個乾瘦的青少年的喬治，對他說：這個小子是我們家真正的棒球好手，他才是你們要挖的寶。幾年後，喬治也跟著其兄的腳步，順利進入大聯盟。

## 職業生涯
1971年喬治高中畢業後，被皇家隊在選秀會的第二輪選走，之後馬上被送到小聯盟歷練，前後從1A到3A轉了三個球隊。直到1973年中，前後不算完整的兩個多球季為止，他在小聯盟以堪稱不錯的平均打擊率(71年/ .291、72年/ .274、73年/ .284)，被皇家隊重點培植。1973年8月3日他被皇家隊正式送上大聯盟的賽場，可是他的第一個球季卻表現得乏善可陳，出賽13場的平均打擊率是 .125。

### 大聯盟經歷
七〇年代
1973年8月2日喬治･布瑞特首度穿上肯薩斯皇家隊的隊服出賽，直到1993年10月3日退休為止。他在1974年開始正式以先發三壘手出賽，但卻陷於打擊低潮，而差點被下放小聯盟。於是他趁著球季中段全明星賽的休戰期，找當時皇家隊的打擊指導Charles Lau給他特別訓練。Lau給他一個很重要的打擊觀念：保護好本壘板打擊範圍，並改正了他一些打擊缺失。沒想到下半球季他就因此脫胎換骨，完全扭轉上半季的劣勢，而以113場平均打擊率.282作收。
隔年1975年，他首次突破三成打擊率的高手門檻，達到.308，並於1976年更進一步，以 .333的高打擊水準首度在他的職業生涯中贏得打擊率王。76年季末，喬治與他的皇家隊友哈爾·麥克雷及雙城隊的兩位強打羅德·卡魯與Lyman Bostock四人競逐打擊王的頭銜，最巧的是這兩隊在球季的最後一場比賽對壘，恰好讓這四位對手得以面對面決勝負。喬治在皇家主場贏得這次決戰的關鍵極富戲劇性，最後一輪打擊時他打出一個又深又遠的高飛球，雙城隊的左外野手Steve Brye拼盡全力往後向全壘打牆跑去企圖接殺這個球，萬萬沒想到球就像長了眼睛似的在他眼前落地，更不可思議的是這球落地之後，可能由於球場鋪設人工草皮的關係，又來一個強力彈跳，神奇地越過Brye的頭部而打在全壘打牆上。同時間裡喬治已經跑過三個壘包衝回本壘，形成一支漂亮的場內全壘打。接下來哈爾·麥克雷排在他的下一棒上場，卻擊出一個滾地球遭到刺殺而很快地出局；喬治這場比賽四支二的優異表現，讓他最後險勝三個強勁對手，全季打擊率只比第二名的哈爾·麥克雷多了不到千分之一(.001)，而贏得生平第一個打擊王座。
對於喬治而言，76年是他展現輝煌戰績的起點，在季初的5月8日到16日，他在連續六場比賽擊出至少三支以上的安打，這個紀錄到現在還屹立不搖，而也順利在季末贏得打擊王座；同時對於在大聯盟老是扮演配角的皇家隊來說，這一年也是隊史上一段難能可貴的黃金時代的開始，在喬治的領銜之下，他們連續三年蟠踞美聯西區龍頭，也同時跟東區的豪門常勝軍洋基爭美聯冠軍，可惜都功敗垂成。但自此之後皇家隊蛻變為大聯盟的強隊，也成為季後賽的常客。
八〇年代
喬治在前幾年的成績彷彿只是他在1980年達到巔峰的前奏，這一年他除了打出.390的超高成績，獲選為美聯MVP外，也帶領皇家隊打入世界大賽。1985年他又打出另一個生涯的高峰，季賽打擊率.335、30支全壘打，在聯盟十個主要的打擊項目統計排行榜上，他每項都在前十名裡，而再度幫助皇家隊打入季後賽，最後更在世界大賽中以優異的.370打擊率，帶領皇家從1-3的絕對劣勢中順利逆轉，並在第七戰擊出最關鍵的4支安打而打敗紅雀隊，贏得該隊成軍以來第一座的大聯盟冠軍。
到了1988年，為了降低受傷的機率，球團將他的守備位置從三壘調到一壘，即使已是歷經第16個球季的老將了，但他仍保持著MVP級的高檔身手與成績，季賽平均打擊率.306、全壘打24 支以及104個打點。隔年他的成績略有降低，.290打擊率與16支全壘打的表現，讓輿論認為他已開始走下坡了。
九〇年代
1990年的季初，他陷入打擊低潮，成績一蹋糊塗，一直延續到五月份，連他自己都幾乎喪失信心，多數人都譏評他不復年輕時的身手甚至應該考慮退休；當時只有皇家總教練也是他的前隊友John Wathan獨排眾議，不時鼓勵他繼續奮鬥。終於他在進入七月份時開始好轉，下半季一直維持高檔的表現，打出了.386的超高水準，奮戰不懈的結果，他最終在球季的尾聲又高升至排行榜的前矛，並在最後一天擊敗對手，以.329的成績第三度贏得打擊王。至此他又完成了一個令後人難以企及的成就 — 百年來唯一橫跨三個年代的打擊冠軍。
接著的91、92、93球季，他大多數時間都以指定打擊出賽，偶爾也替補受傷的一壘手上場守備。雖然年紀漸長，但他的安打仍然持續穩定生產，而在92年達到3,000安的里程碑。93年球季結束時他宣佈退休，安打總數累積3,154支，另有二壘安打665支。結束職業生涯的最後一場球，他最後一次上場打擊也擊出安打，最後也藉著隊友蓋瑞·蓋耶提的全壘打順利得分，為他21年的大聯盟生涯畫下一個完美的句點。

## 球員退役
喬治･布瑞特二十一年職業生涯都在皇家隊度過，1993年球季結束後正式由皇家隊退休，但他並沒有離開棒球世界，而繼續由皇家隊聘任為該隊副總裁，負責棒球事務迄今；這期間於1996年以布瑞特兄弟為主的投資集團推派喬治為首，積極運作想買下皇家隊，可惜因球團老闆不願放手而告失敗。

## 獲獎與榮譽
- 美國棒球名人堂，1999年
- #5 皇家隊退休背號（永久欠番）

## 生涯成績
| 年度   | 球隊         | 出賽 | 打數  | 打點 | 得分 | 安打 | 全壘打 | 四死 | 三振 | 盜壘 | 打擊率 |
| 1973年 | 堪薩斯市皇家 | 13   | 40    | 0    | 2    | 5    | 0      | 0    | 5    | 0    | 0.125  |
| 1974年 | 堪薩斯市皇家 | 133  | 457   | 47   | 49   | 129  | 2      | 21   | 38   | 8    | 0.282  |
| 1975年 | 堪薩斯市皇家 | 159  | 634   | 89   | 84   | 195  | 11     | 46   | 49   | 13   | 0.308  |
| 1976年 | 堪薩斯市皇家 | 159  | 645   | 67   | 94   | 215  | 7      | 49   | 36   | 21   | 0.333  |
| 1977年 | 堪薩斯市皇家 | 139  | 564   | 88   | 105  | 176  | 22     | 55   | 24   | 14   | 0.312  |
| 1978年 | 堪薩斯市皇家 | 128  | 510   | 62   | 79   | 150  | 9      | 39   | 35   | 23   | 0.294  |
| 1979年 | 堪薩斯市皇家 | 154  | 645   | 107  | 119  | 212  | 23     | 51   | 36   | 17   | 0.329  |
| 1980年 | 堪薩斯市皇家 | 117  | 449   | 118  | 87   | 175  | 24     | 58   | 22   | 15   | 0.390  |
| 1981年 | 堪薩斯市皇家 | 89   | 347   | 43   | 42   | 109  | 6      | 27   | 23   | 14   | 0.314  |
| 1982年 | 堪薩斯市皇家 | 144  | 552   | 82   | 101  | 166  | 21     | 71   | 51   | 6    | 0.301  |
| 1983年 | 堪薩斯市皇家 | 123  | 464   | 93   | 90   | 144  | 25     | 57   | 39   | 0    | 0.310  |
| 1984年 | 堪薩斯市皇家 | 104  | 377   | 69   | 42   | 107  | 13     | 38   | 37   | 0    | 0.284  |
| 1985年 | 堪薩斯市皇家 | 155  | 550   | 112  | 108  | 184  | 30     | 103  | 49   | 9    | 0.335  |
| 1986年 | 堪薩斯市皇家 | 124  | 441   | 73   | 70   | 128  | 16     | 80   | 45   | 1    | 0.290  |
| 1987年 | 堪薩斯市皇家 | 115  | 424   | 78   | 71   | 124  | 22     | 72   | 47   | 6    | 0.290  |
| 1988年 | 堪薩斯市皇家 | 157  | 589   | 103  | 90   | 180  | 24     | 82   | 51   | 14   | 0.306  |
| 1989年 | 堪薩斯市皇家 | 124  | 457   | 80   | 67   | 129  | 12     | 59   | 47   | 14   | 0.282  |
| 1990年 | 堪薩斯市皇家 | 142  | 544   | 87   | 82   | 179  | 14     | 56   | 63   | 9    | 0.329  |
| 1991年 | 堪薩斯市皇家 | 131  | 505   | 61   | 77   | 129  | 10     | 58   | 75   | 2    | 0.255  |
| 1992年 | 堪薩斯市皇家 | 152  | 592   | 61   | 55   | 169  | 7      | 35   | 69   | 8    | 0.285  |
| 1993年 | 堪薩斯市皇家 | 145  | 560   | 75   | 69   | 149  | 19     | 39   | 67   | 7    | 0.266  |
| 合計   | 21年         | 2707 | 10349 | 1595 | 1583 | 3154 | 317    | 1096 | 908  | 201  | 0.305  |

## 個人生活
- 80年代中期起，他就開始主動為一些地區性的慈善組織勸募、捐款，退休後更全力為全美盧·賈里格症(肌肉萎縮性側索硬化症)患者奔走募款[註 5]。
- 以棒球名人堂球星喬治･布瑞特與其兄巴比･布瑞特為首的Valley Baseball Club Inc.集團甫於前日宣布買下位於加州的蘭丘庫卡蒙嘉市（南加州大洛杉磯都會區西南邊衛星城鎮，原為以出產葡萄酒為主的農業區，1980、90年代開發成住宅社區，二十年來發展極為迅速）Rancho Cucamonga Quakes地震隊。這項交易須經地震隊所屬的加州聯盟（小聯盟高階1A，the California League）、美國職棒小聯盟（Minor League Baseball）及大聯盟（Major League Baseball）核可，要到本年夏季才正式生效。受限於聯盟規定任何一經營者不能同時擁有同一聯盟的兩支球隊，因此布瑞特兄弟目前已擁有同屬加州聯盟的High Desert Mavericks則必須脫手出售。地震隊隸屬洛杉磯天使隊Los Angeles Angels of Anaheim的農場體系，成立至今有二十三年歷史，1993年遷至蘭丘庫卡蒙嘉市以來經營極為成功，票房營收年年都是加州聯盟各球團之首。現因創辦人年事已高而其後代又無心接手，故由布瑞特兄弟出面購下。 
  - 在此之前，布瑞特兄弟早於1985年即買下小聯盟1A級球隊斯波肯印地安人隊（隸屬於德州遊騎兵隊The Texas Rangers的小聯盟系統），經過他們努力經營，並結合當地政府重修自1958年起就是印地安人隊的主場Avista體育場，成功地使這個球隊與球場成為美國西北部華盛頓州的斯波肯郡（Spokane County, Washington）地區的象徵性球團與地標。二十多年來這個球隊培植出不少大聯盟好手，Carlos Beltran就曾在1996年打過這支印地安人隊，現役的球星還有芝加哥白襪隊的投手Mike MacDougal、多倫多藍鳥的投手Matt Clement、肯薩斯皇家的一壘手Ken Harvey等都出身於這個球隊。其後，他們又陸續買下小聯盟球隊Tri-City Dust Devils（短期1A級，隸屬科羅拉多洛磯隊Colorado Rockies）及the Bellingham Bells（獨立的短期夏季聯盟組織The West Coast League）。
- 由於巴比･布瑞特對於冰球ice hockey的狂熱愛好，影響到他的兄弟也跟著將事業擴展到職業冰球，而於1990年集資入股WCL(西部冰球聯盟the Western Hockey League)的斯波肯酋長隊Spokane Chiefs，由巴比･布瑞特出任球團總裁迄今。這個球團經營非常成功，二十多年來主場賣座始終是全CHL(加拿大冰球聯盟CHL Canadian Hockey League)的前十名，WCL的前三名，戰績也不差，去年球季（2007-08）更一舉奪下HCL總冠軍以及紀念盃（Memorial Cup）。
- 布瑞特家的四個兄弟年齡接近(前後都各相差兩歲)，自小就感情非常密切，成長之後連事業都一起合作相扶相持。由於長期在華盛頓州斯波肯郡地區經營球團，他們就更進一步成立布瑞特運動與娛樂公司(Brett Sports & Entertainment)來管理手下日漸增多的這些系列事業體。
  - WCL: 西部冰球聯盟the Western Hockey League，由北美西岸的美國兩個州與加拿大三個省的21個球團組成，是加拿大冰球聯盟CHL Canadian Hockey League的分支組織之一。CHL旗下共有三個分支聯盟，總數60個球團分布於加拿大的九個省份及美國北部的五個州，球員年齡限制於16至20歲之間，每年球季各隊都出賽72場，被公認為舉世最頂級的青少年職業冰球運動組織，成長後的球員多半優先被美加兩國職業球團選入，故被視為生產職業好手最重要的來源。
  - Memorial Cup: 1919年為紀念參加第一次世界大戰的加國陣亡戰士而舉辦的邀請賽並延續至今，這九十年間賽制幾經更迭，但都不外乎由加國各冰球組織的冠軍參賽，1972年起確定每年五月由HCL的三個分區冠軍隊加上主辦城市的地主隊爭奪這個象徵加國青少年職業冰球運動的最高榮譽。

## 外部連結
- 维基共享资源上的相關多媒體資源：喬治·布瑞特